# Rhinella veraguensis
Espèce
Synonymes
- Bufo veraguensis Schmidt, 1857
- Bufo ockendeni Boulenger, 1902
- Bufo leptoscelis Boulenger, 1912

Statut de conservation UICN

 LC  : Préoccupation mineure
Rhinella veraguensis est une espèce d'amphibiens de la famille des Bufonidae.

## Répartition
Cette espèce se rencontre entre 500 et 2 100 m d'altitude dans la cordillère Orientale :
- en Bolivie, dans les départements de La Paz, de Cochabamba, de Santa Cruz et de Chuquisaca ;
- au Pérou, dans les régions de Cusco et d'Ayacucho.

## Description
Rhinella veraguensis a le dos gris taché et strié de sombre et la face ventrale gris fauve.

## Étymologie
Son nom d'espèce, composé de veragu[a] et du suffixe latin -ensis, « qui vit dans, qui habite », lui a été donné en référence au lieu présumé de sa découverte, la province de Veragua en République de Nouvelle-Grenade. Il est probable, en accord avec Savage en 1969 que le type de cette espèce provienne en réalité de Bolivie ou du Pérou.

## Publication originale
- Schmidt, 1857 : Diagnosen neuer frösche des zoologischen cabinets zu krakau. Sitzungberichte der Mathematisch-Naturwissenschaftlichen Classe der Kaiserlichen Akademie der Wissenschaften, vol. 24, p. 10–15 (texte intégral).